# Macheh Bon
Macheh Bon (persiska: هَفت تَن, مچه بن) är en ort i Iran.   Den ligger i provinsen Mazandaran, i den norra delen av landet, 150 km nordost om huvudstaden Teheran. Macheh Bon ligger 121 meter över havet och antalet invånare är 332.
Terrängen runt Macheh Bon är kuperad söderut, men norrut är den platt. Runt Macheh Bon är det ganska glesbefolkat, med 34 invånare per kvadratkilometer. Närmaste större samhälle är Bālā Sar Rost, 18,9 km väster om Macheh Bon. I omgivningarna runt Macheh Bon växer i huvudsak blandskog.